# Infern sense llei
Infern sense llei (títol original: Beretta's Island) és una pel·lícula estatunidenca de Michael Preece protagonitzada per Franco Columbu, Arnold Schwarzenegger i Ken Kercheval. Ha estat doblada al català.

## Argument
Franco Armando Beretta és el nom clau l d'un agent de la Interpol que viu tranquil·lament retirat. El fred i calculat assassinat d'un policia el fa tornar a l'acció a la seva pròpia ciutat, Sardinia, una paradisíaca illa on una xarxa de drogues que actua a Europa i els Estats Units està acabant amb la tranquil·litat dels seus habitants.

## Repartiment
- Franco Columbu: Franco Armando Beretta
- Arnold Schwarzenegger: ell mateix
- Ken Kercheval: Barone
- Elizabeth Kaitan: Linda
- Van Quattro: Johnny Quadrarà
- Jo Champa: Celeste
- Leslie Ming: Sly
- Audrey Brunner: Tina
- Dimitri Logothetis: Agent de la Interpol
- Buck Holland: Pare Pastore